# Basin
Basin je francouzský středověký hrdinský epos ze 13. století, jeden z tzv. chansons de geste. Vypráví o mládí Karla Velikého, a proto patří do Karolínského (královského) cyklu. Epos se nedochoval, jeho děj je znám z norského prozaického zpracování Karlamagnús saga.

## Obsah písně
Píseň úzce souvisí s eposem Mainet, ve kterém se vypráví jak mladý Karel musí uprchnout, aby jej nezavraždili nevlastní bratři Heldri a Rainfroi, kteří otrávili jejich otce, krále Pipina Krátkého, i jeho manželku Bertu, aby se zmocnili trůnu. Karlovi se zjeví anděl a poradí mu, aby v Ardenách našel zloděje jménem Basin (jde o bývalého šlechtice), který mu pomůže nad nevlastními bratry zvítězit. Karel pak skutečně nějaký čas žije v Basinově tlupě jako lupič. Společně s Basinem vnikne jako zloděj do Rainfroiho zámku, kde se mu podaří vyslechnout plány uchvatitelů. Rainfroy se chce nechat korunovat králem a Heldri má být jmenován vévodou. Karel dokáže oba zrádce zabít a stane se králem. Basin za své služby obdrží léno a ruku Rainfroiho vdovy.